# 吴美锜
吴美锜（英文：Meeki，1989年11月30日—），马来西亚演員、网红。早期以演員為主，近年往网红發展，2017年以電視劇《本来只想暗恋你》打開知名度。

## 电视主持节目
- 《养生出大招》2022年 Astro